# Chiesa dell'Immacolata (Lamezia Terme)
La Chiesa dell'Immacolata è una struttura religiosa sita in Lamezia Terme, Sambiase.

## Storia
La chiesa dell’Immacolata è stata fondata da una congregazione, anche se non si conosce la data esatta si ipotizza più o meno intorno alla fine del 1500, inizio 1600.
Costituita, dunque, più o meno nello stesso periodo della Chiesa dell’Annunziata (che si trova proprio di fronte); non si hanno documenti originali in quanto l'archivio fu divorato dalle fiamme di un incendio, generato da un fulmine abbattutosi sulla chiesa.
Tutto ciò si evince da un unico documento superstite: circa 20 pagine, interamente in pergamena che costituisce una “Supplica a nome dei fratelli della venerabile congregazione laicale sotto il titolo dell’Immacolata Concezione della Terra di Sambiase in provincia di Calabria Ultra”, i quali richiedono al Re Ferdinando di IV di Borbone il “reale assenso col privilegio in forma regalis” delle “Regole della congregazione sotto il titolo dell’Immacolata Concezione della Terra di Sambiase.
Oltre al Reale Assenso, la congregazione richiedeva anche, in quanto andate distrutte nell’incendio: “tutte le suppellettili e le carte della Sacrestia di detta congregazione è tra le quali le regole della medesima con le quali i fratelli circa lo spirituale a servizio di dio, si regolavano, pel di cui motivo al presente non si vede quel fervore di spirito che anticamente vi stava”.
Le regole andate bruciate stabilivano il numero dei fratelli e la loro divisione in sei Decanie, i loro doveri, le preghiere e le funzioni in comune. 
Ai fratelli della congregazione dell’Immacolata spettava anche l’amministrazione della chiesa Rurale di Porto Salvo.
Il corpo degli Ufficiali maggiori della congregazione era costituito: da un Priore, un primo e un secondo assistente e un segretario.
La richiesta al re Borbone fu inoltrata nel 1762, il 14 agosto. Risulta firmato dai seguenti fratelli: Stefano Amantea, Priore; Francesco Turco (già sindaco nel 1734) primo assistente; Domenico D’Agostino Benincasa, secondo assistente; e poi Cesare Nicotera, Felice Pansino, Niccolo di Sossi, dottor fisico Giuseppe Budera, Pasquale Benincasa, Notar Giuseppe Cupiraggi, Domenico Scerbo, Costanzo Moraca, Marco Notarianni, Domenico Tropea, Gaspare Rossetti, Gaspare De Fazio, Francesco Antonio Damiano, Francesco Amantea, Francesco Volpe, Luigi Turco, Giuseppe Volpe, Giuseppe Barbaro, Gennaro Cataldi, Battista Pansino, Lorenzo D’Elia, Francesco, Antonio Trombetta, Domenico Godino, Francesco Petronio, Giovan Battista Parracocchia, Francesco Matarazzo, Giuseppe Grandinetti, Giovanni Maria cataldi, Rosario Rinaldi, Pasquale La Rosa, Pasquale Nicotera, Luigi di Sossi, Francesco Romanelli, Giovanni Volpe, Pascale Agapito.
Il reale assenso del re Borbone Verrà concesso con Regio placet del 30 dicembre 1762.

## Curiosità[4]
Le due congregazioni dell'Immacolata e della Annunziata avevano per lo più regole e finalità uguali, ciononostante però figuravano spesse volte in lite, soprattutto per motivi di futile utilità come la precedenza nelle processioni. 
Un altro motivo discriminatorio era costituito dalla composizione socio-economica dei confratelli: nobili o presunti tali quelli dell’Annunziata, popolari quelli dell’Immacolata.
Tutto ciò però accadeva tanto tempo fa in quanto adesso, dal 1991, le due secolari congregazioni si ritrovano unificate sotto il titolo di Congrega della Santissima Immacolata ed Annunziata.

## L'aspetto esteriore
La facciata e di stampo tardo barocco, quasi neoclassico, con un timpano triangolare sorretto da un fregio, costituito da un alternarsi di metope e triglifi, che richiama alla struttura dei templi greci. 
A sormontare il portale decorato in pietra, al centro esatto della facciata, vi è una finestrella in tufo incorniciata da stucchi e impreziosita da foglie d’acanto e volute anch’esse intagliate nella pietra.

## Interni
L’interno ha uno sviluppo a croce latina, dove il punto di intersezione fra i due bracci è sormontato da una cupola, oltre ad essere interessato da ornamenti più sobri in stile neoclassico eseguiti tra la fine del Settecento e la prima metà dell'Ottocento.
Ai quattro vertici della struttura che incorpora la cupola sono visibili, seppur al momento si stiano quasi staccando dalla superficie muraria, delle tele raffiguranti i tetramorfi.
Singolari sono le tele incastonate sul soffitto in legno nelle quali, nonostante le ridipinture successive, sono visibili echi della pittura dell’artista nicastrese Francesco Colelli.